# ラセタム

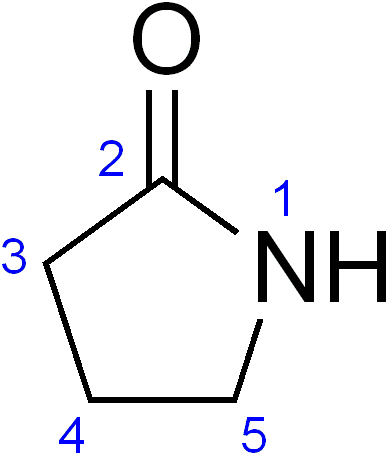
2-ピロリドン

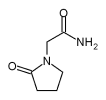
ピラセタム

アニラセタム

オキシラセタム

プラミラセタム

フェニルピラセタム

ラセタム(racetam)は、2-ピロリドン骨格を持つスマートドラッグである。

## 作用機序
ラセタムの作用機構について、広く合意されている説はない。ラセタムは一般的に、中枢神経系の受容体にはわずかな親和性があるだけだが、アセチルコリンやグルタミン酸等の神経伝達物質を調節することが報告されている。アニラセタムとネブラセタムはムスカリン受容体への親和性を示すが、ネフィラセタムだけはナノモルレベルの相互作用をする。もう1つの仮説は、中枢シグナル伝達の膜に局在するメカニズムの修飾である。
アンパカインと同様に、多くのラセタムはAMPA型グルタミン酸受容体に正のアロステリック調節を行う。開発中の他の向知性薬候補もAMPA型グルタミン酸受容体に正のアロステリック調節を行うものがある。
ラセタムは、アセチルコリン受容体と共局在化するグルタミン酸受容体を活性化し、その後、前者の活性化の頻度を増加させることで作用することが知られている。その結果、ラセタムはコリンエステラーゼ阻害剤と同様の方法で記憶容量を増加させる。
ラセタム系の物質では、向知性薬の効果は、コリンやアセチルコリンの前駆体と一緒に服用することで高まる。

## 例
ラセタム系化合物の一覧
- アニラセタム
- ブリバラセタム
- コルラセタム
- ジミラセタム
- エチラセタム
- ファソラセタム
- イムラセタム
- レベチラセタム
- ネブラセタム
- ネフィラセタム
- ニコラセタム
- オキシラセタム
- フェニルピラセタム
- ピラセタム
- プラミラセタム
- ロリプラム
- ロルジラセタム
- セレトラセタム